# سانت كلير بورن
سانت كلير بورن (بالإنجليزية: St. Clair Bourne)‏ هو منتج أفلام وكاتب سيناريو أمريكي، ولد في 16 فبراير 1943 في هارلم في الولايات المتحدة، وتوفي في 15 ديسمبر 2007 في مانهاتن في الولايات المتحدة بسبب انصمام رئوي.

## وصلات خارجية
- سانت كلير بورن على موقع IMDb (الإنجليزية)
- سانت كلير بورن على موقع أول موفي (الإنجليزية)
- سانت كلير بورن على موقع قاعدة بيانات الفيلم (الإنجليزية)
- سانت كلير بورن على موقع كينوبويسك (الروسية)